# Lindera lungshengensis
Lindera lungshengensis là loài thực vật có hoa trong họ Nguyệt quế. Loài này được S. Lee miêu tả khoa học đầu tiên năm 1978.